# Spermacoce erythrosepala
Spermacoce erythrosepala är en måreväxtart som beskrevs av Harwood. Spermacoce erythrosepala ingår i släktet Spermacoce och familjen måreväxter. Inga underarter finns listade i Catalogue of Life.